# شكري صالح زكي
اللواء شكري صالح زكي هو عسكري ومؤرخ وباحث وسياسي عراقي ذو توجه قومي، شغل مناصب وزارية مختلفة بين عامي 1963 و1966.
وشغل منصب سفير العراق في القاهرة سنة 1964.
كما أسند منصب وزير العمل والشؤون الاجتماعية بالوكالة في وزارة عارف عبد الرزاق التي كان وزير اقتصاد، لكون جمال عمر نظمي خارج العراق خلال فترة تكليفه بالمنصب.
يعتقد أن زوجته «جاهدة» قد قتلها النظام العراقي فترة حكم حزب البعث العربي الاشتراكي.
عارض نظام البعث، وعمل ناطقا لحركة الوفاق الوطني العراقي.

## روابط خارجية
- استقبال وزير التجارة العراقية شكري صالح زكي، أرشيف الصور من موقع الرئيس جمال عبد الناصر